# Unipan Helga
Unipan Helga (Temesvár, 1938. április 15. –) erdélyi magyar grafikusművész.

## Életútja
Középiskoláit Temesváron végezte, majd a kolozsvári Ion Andreescu Képzőművészeti Főiskolán grafika szakon szerzett egyetemi diplomát. Volt rajztanár Tordán, kirakatrendező Kolozsváron, 1975-től a Képzőművész Szövetség tagjaként önálló grafikus; 1976–84 között a Képzőművészeti Alap Kolozs megyei fiókjának elnöke.
1962–74 között, majd 1990-től jelennek meg grafikái a Napsugár c. gyermeklapban és melléklapjában, a Szivárványban, ugyancsak 1962-ben az első könyv (George Bacovia Lila alkonyat c. verskötete) az általa tervezett borítóval. 1969-től rendszeresen tervezett könyvborítókat a Tankönyvkiadó, a Dacia Könyvkiadó, a Kriterion Könyvkiadó, a Ion Creangă könyvkiadók számára; 1992-től a Polis Könyvkiadó könyvtervezőjeként több mint 120 könyvet tervezett, többek között a Remekírók Diákkönyvtára, a Prospero Könyvei, a Kettős Tükör és a Politeia sorozatokat. Sajátos humorú grafikasorozata 1974-ben A Hétben jelent meg. Grafikáit közölte még a Neuer Weg, Karpaten Rundschau, Volk und Kultur, Igazság, Utunk, Jóbarát, Korunk, Dolgozó Nő. Az általa illusztrált gyermekkönyvek közül jelentősebbek: Majtényi Erik: Fehér madár (Kolozsvár, 1967) és Nagy egér, kis egér (Kolozsvár, 1975); Róna Éva: Hogyan viselkedjünk? (Kolozsvár, 1976); Bajor Andor: Egy bátor egér viszontagságai (Kolozsvár, 1982); Fodor Sándor: Fülöpke beszámolói (Kolozsvár, 1984); Franz Hodjak: Fridolin schüpft aus dem Ei (Kolozsvár, é. n.) és Der Hund Joho (Kolozsvár, 1984); Kovács András Ferenc: Manótánc (Kolozsvár, 1994) és Miénk a világ (Kolozsvár, 2000).
Országos grafikai kiállításokon 1972-től, nemzetközi kiállításokon (Szkopje, Gabrovo, Hannover, Bázel, Bern, Tolentino, Angoulême, Vencelli, Montréal, New York, Prága, Isztambul, Pozsony) 1974-től szerepelnek munkái.

## Díjak, elismerések (válogatás)
- Az év legszebb könyve-díj a II. osztályos német olvasókönyvben megjelent illusztrációiért (1970);
- II. díj a szkopjei X. Nemzetközi Karikatúrakiállításon (1978);
- A Puls folyóirat különdíja a gabrovói IV. Kisplasztika és Karikatúra Biennálén (1979).
- Szolnay Sándor-díj, EMKE, 2021[3]